# Ragnhild Sellén
Alma Ragnhild Wilhelmina Sellén, född 23 oktober 1872 i Riga, död 24 november 1942 i Oscars församling i Stockholm, var en svensk miniatyr- och porträttmålare.
Hon var dotter till grosshandlaren Carl Axel Theodor Frisk och Alma Walborg Maria Hammström och från 1894 gift med professorn och överstelöjtnanten Nils Fredrik Sellén. Hon studerade konst för Georg von Rosen, Gustaf Cederström  och Oscar Björck vid Konstakademien i Stockholm 1898–1900 och företog årligen studieresor till Ryssland före 1914 samt Paris 1900, New York 1920 och 1936 samt Rom 1927–1931. Som porträttmålare målade hon ett flertal porträtt av kända personer, bland andra påven Pius XI, kardinal Locatelli och patriarken av Alexandria. För Stockholms storkyrka kopieringsmålade hon Lucas Cranachs porträtt av Martin Luther. Hon medverkade i Konstnärsringens utställningar i Stockholm och en utställning på Konstakademien 1921 samt i samlingsutställningar i New York och Rom. Sellén är representerad vid Kungliga biblioteket i Stockholm. Makarna Sellén är begravda på Norra begravningsplatsen utanför Stockholm.